# Алекперов, Вагит Юсуфович
Ваги́т Юсу́фович Алекпе́ров (азерб. Vahid Yusif oğlu Ələkbərov; род. 1 сентября 1950, Баку) — российский предприниматель, управленец и коллекционер. Доктор экономических наук (1998). Полный кавалер ордена «За заслуги перед Отечеством».
Генеральный директор производственного объединения «Когалымнефтегаз» (1987—1990), заместитель (1990—1991) и первый заместитель министра нефтегазовой промышленности СССР (1991—1992), президент нефтяного концерна «Лангепасурайкогалымнефть» (1992—1993), президент и совладелец одной из крупнейших нефтяных компаний России «Лукойл» (1993—2022). До августа 2022 года владел 36,8 % акций футбольного клуба «Спартак» (Москва).
Бизнес-партнёром Вагита Алекперова является Леонид Федун, один из крупнейших акционеров компании ПАО «Лукойл», до августа 2022 года владел 30,5 % акций и был президентом футбольного клуба «Спартак» (Москва).
Алекперов — главный нефтяной магнат России, по данным Forbes.
В апреле 2022 года после вторжения России на Украину был включён в санкционные списки Австралии и Великобритании. В мае 2022 года — в санкционный список Канады.
В июле 2023 года был назван самым разбогатевшим российским миллиардером по данным Bloomberg. С начала года он заработал 4,8 миллиарда долларов, доведя размер капитала до 20,2 миллиарда долларов.
В списке Forbes за 2024 и 2025 год, на первом месте среди бизнесменов России (28 млрд долларов).

## Биография
Вагит Алекперов родился 1 сентября 1950 года в посёлке имени Степана Разина (Баку, Азербайджанская ССР) в семье нефтяника и был пятым ребёнком в семье. Его отец — Юсуф Кербалаевич Алекперов, ветеран Великой Отечественной войны, работник исполкома, по национальности — азербайджанец, а мать Татьяна Фёдоровна Бочарова — русская. Отец умер в 1953 году, когда Вагиту было три года и мать воспитывала детей одна. Журнал «Профиль» утверждал, что мать на всю жизнь осталась для Алекперова непререкаемым авторитетом. Вагит хорошо учился, отличался большой усидчивостью. По словам Алекперова, заканчивая школу, он уже знал, что его призвание — стать нефтяником.
С 1972 по 1974 год Вагит Алекперов работал оператором по добыче нефти и газа производственного объединения «Каспморнефть». В 1974 году окончил Азербайджанский институт нефти и химии по специальности «Горный инженер по технологии и комплексной механизации разработки нефтяных и газовых месторождений». В период с 1974 по 1979 годы работал старшим инженером-технологом районной инженерно-технологической службы N 2, начальником смены, мастером по добыче нефти и газа, старшим инженером, заместителем начальника нефтепромысла НГДУ имени А.Серебровского ПО «Каспморнефть».

### Западная Сибирь
В конце 1970-х годов Алекперов по партийной разнарядке был распределён в Западную Сибирь. Работал на руководящих должностях в подразделениях производственного объединения «Сургутнефтегаз»: в 1979—1980 годах был старшим инженером, заместителем начальника и начальником цеха по добыче нефти и газа нефтегазодобывающего управления «Федоровскнефть», в 1980—1981 годах занимал должность начальника центральной инженерно-технологической службы нефтегазодобывающего управления «Холмогорнефть», а в 1981—1983 годах был главным инженером и заместителем начальника нефтегазодобывающего управления «Лянторнефть».
В 1983—1985 годах в посёлке Когалым Алекперов возглавлял нефтегазодобывающее управление «Повхнефть» производственного объединения «Башнефть». В 1985 году он был назначен первым заместителем генерального директора ПО «Башнефть» по Западной Сибири.
В 1987—1990 годах (по другим данным — в 1987—1989 годах) Алекперов был генеральным директором ПО «Когалымнефтегаз». По сведениям газеты «Коммерсантъ», возглавив это производственное объединение, Алекперов почти сразу наладил связи со всеми крупными руководителями сибирских отделений нефтяных компаний, в том числе с главой «Лангепаснефтегаза» Юрием Шафраником, вместе с которыми впоследствии и основал «Лукойл».
СМИ писали о том, что в период руководства ПО «Когалымнефтегаз» Алекперов, будучи к тому времени членом КПСС, вступил в конфликт с Тюменским обкомом партии. Журнал «Профиль» пояснял, что Алекперов, вопреки указанию партийного руководства, приказал начать строительство жилья в Когалыме для нефтяников не с деревянных бараков, а с кирпичных домов. За самоуправство Алекперову объявили строгий выговор.
Пресса утверждала, что Когалым долгое время оставался в центре внимания Алекперова. Отмечалось, что благодаря его стараниям уровень жизни в Когалыме считался едва ли не самым высоким в СССР. Главе «Когалымнефтегаза» удавалось добиться, чтобы за поставленную нефть с работниками управления рассчитывались не бартером (что во второй половине 1990-х годов было весьма частым явлением), а деньгами. Кроме того, Алекперов в разные годы избирался депутатом Сургутского районного, Когалымского городского Советов народных депутатов, членом бюро Когалымского городского и членом Ханты-Мансийского окружного комитетов КПСС.

### Перевод в Москву
В 1990 году (по другим данным, в 1989 году) Алекперов был назначен заместителем министра нефтяной и газовой промышленности СССР. После этого назначения многие шутили, что Алекперова перевели в министерство за успешное строительство коммунизма в отдельно взятом сибирском городе. Возможно, такие шутки ходили ещё и потому, что журналистам — ни тогда, ни позже — так и не удалось обнаружить никого, кто способствовал переводу Алекперова в Москву.
Алекперов оказался самым молодым замминистра СССР (ему ещё не было и сорока лет), к тому же время для вступления в должность было весьма удачным — западные нефтяные компании как раз начали искать партнёров в России. В 1990 году, когда British Petroleum организовала визит группы советских нефтяников в Великобританию, Алекперову было поручено подобрать состав делегации. Её руководителем он назначил себя самого и, по словам работавшего с делегацией сотрудника BP Рондо Фелберга (Rondo Fehlberg), тщательно расспросил менеджеров о том, как создаются нефтяные компании на Западе. По версии газеты The New York Times, именно после возвращения из этой поездки Алекперов занялся проблемой создания вертикально-интегрированной нефтяной компании, то есть такой, которая одновременно занималась бы разведкой, добычей, очисткой и продажей нефти (в рамках советской системы эти функции были разделены). Алекперов понял, что важно не просто приватизировать отрасль, но сделать это так, чтобы можно было создавать устойчивые в финансовом отношении предприятия.
В то время во главе министерства стоял Леонид Филимонов, прежде возглавлявший предприятие «Нижневартовскнефтегаз». Утверждалось, что именно в соавторстве с ним Алекперов разработал схему так называемого вертикального интегрирования нефтяных компаний (ВИНК). Позднее она же легла в основу докторской диссертации, которую Алекперов защитил летом 1999 года. Суть концепции состояла в том, чтобы объединить в единый холдинг всю цепочку предприятий, участвующих в добыче нефти, её переработке и реализации конечного продукта.
В 1991 году Алекперов стал первым заместителем министра нефтяной и газовой промышленности СССР. Уже в 1992 году он ушёл из министерства и возглавил нефтяной концерн «Лангепасурайкогалымнефть», объединивший крупнейшие в СССР месторождения Лангепас, Урай и Когалым, а также несколько нефтеперерабатывающих заводов. Сам концерн был создан постановлением Совета министров РСФСР, принятым в ноябре 1991 года. Как и другие предприятия, созданные на базе советской промышленности, концерн стал собственностью российского государства.

### Лукойл

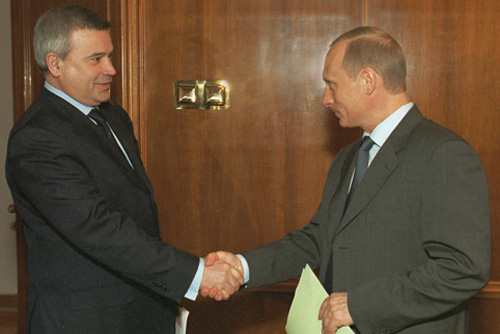
Владимир Путин и Вагит Алекперов, 2002 год

5 апреля 1993 года на основании указа президента России Бориса Ельцина о приватизации предприятий нефтяной отрасли госконцерн был преобразован в акционерное общество, получившее название «Нефтяная компания „Лукойл“» — по первым буквам трёх городов в который «Лукойл» осуществлял деятельность.
В том же году Алекперов был избран одновременно и президентом, и председателем правления «Лукойла». К 2002 году Алекперов владел 10,4 % акций компании.
В 1995 году Алекперов был избран председателем Совета директоров банка «Империал». В том же году он был включён в состав коллегии Министерства топлива и энергетики.
В апреле 1996 года Алекперов стал доверенным лицом Ельцина по Тюменской области на президентских выборах, получив право уйти в отпуск на все время выборной кампании и вести предвыборную агитацию.
28 января 1997 года Алекперов вошёл в состав правительственной комиссии по вопросам СНГ (и оставался на этой должности до 2 февраля 1998 года).
В 2000 году Алекперов ушёл с поста руководителя совета директоров «Лукойла», однако сохранил должность президента компании. Как отмечалось на официальном сайте «Лукойла», за годы работы под руководством Алекперова акционерное общество сделало значительный шаг вперёд на пути трансформации в эффективную глобальную энергетическую компанию. Так, капитализация компании за пять лет выросла с 10 до 60 миллиардов долларов, а доходность на вложенный капитал возросла с 16 до 23 процентов. При этом выручка от продаж увеличилась на 315 процентов, чистая прибыль — на 206 процентов.
В мае 2008 года Алекперов приобрёл 11,13 миллиона акций (1,3 процента) «Лукойла», увеличив тем самым свою долю до 20,4 процента и став крупнейшим акционером компании. Сумма сделки составила 24,57 миллиарда рублей.
В 2011 году Вагит Алекперов был переизбран на пост президента «Лукойла», в 2016 году вновь переизбран на очередной пятилетний срок.
По состоянию на 2019 год Алекперову принадлежит 26 % акций компании «Лукойл», по оценке «Forbes». В марте 2020 года доля Алекперова в уставном капитале «Лукойл» равна 3,11 %.
В 2018 году Алекперов впервые заявил в интервью, что ищет преемника на свою должность, кадровые перестановки, по его словам, могут произойти в компании в 2023 году
21 апреля 2022 года Алекперов из-за введённых против него санкций покинул пост президента компании, который он занимал почти 30 лет, и вышел из состава совета директоров компании.

## Другие активы
Глава «Лукойла» развил в Беларуси крупный бизнес. У него в собственности один из крупнейших частных нефтетрейдеров, занимающийся поставкой нефти, её переработкой и экспортом, крупнейшая частная сеть АЗС, а также совместное предприятие по производству моторных присадок на новополоцком «Нафтане».
Весной 2016 года в СМИ активно обсуждалась появившаяся информация о покупке Вагитом Алекперовым виноградников в Крыму, вскоре после аннексии полуострова Россией. Компания «Элиас», предположительно аффилированная с миллиардером, купила 36 га бывших виноградников «Массандры». При этом за участок, по условиям продажи предназначенный исключительно для выращивания винограда, было заплачено в несколько раз больше его рыночной стоимости. В связи с этим высказывались опасения, что новый владелец может заняться застройкой этих земель, а виноградники уничтожить. Наибольшей критике в связи с вероятной сделкой Алекперов подвергся со стороны украинских СМИ, российские же правоведы указывали на высокий риск санкций в отношении предпринимателя со стороны Евросоюза и США, в случае, если информация о покупке подтвердится. По сообщениям СМИ, Вагиту Алекперову принадлежит также частная крымская винодельня Chateau Cotes de Saint Daniel, которая начала свою работу в 2008 году.
В январе 2019 года появилась информация о том, что Алекперов является фактическим владельцем футбольного клуба «Спартак» (Москва) его доля в акциях клуба равна 36,7 % в то время как «официальный» владелец «Спартака» Леонид Федун имеет только 32,7 % акций. 22 августа 2022 года «Лукойл» объявил о покупке 100 % акций клуба.

## Состояние и позиция в рейтинге Forbes
По данным журнала Forbes, личное состояние Алекперова на 1996 год составляло $ 1,4 млрд. Впервые размер заработной платы Алекперова официально был обнародован в 2002 году в связи с предстоящим размещением ADS на госпакет акций компании. На тот момент, согласно пятилетнему контракту, зарплата президента «Лукойла» составляла $ 1,5 млн в год плюс ежегодный бонус — $ 3,3 млн (150 % от зарплаты).
Согласно рейтингу журнала Forbes, опубликованному в марте 2009 года, состояние Алекперова достигло $ 7,8 млрд, он занял 57-е место в мировом рейтинге самых богатых людей. По данным на 16 февраля 2012 года, Алекперов занимал 5-ю позицию в списке самых богатых россиян с состоянием в $ 10,6 млрд.
В 2015 году в списке Forbes занял 6-е место с состоянием $ 12,2 млрд.
В 2016 году объём активов уменьшился до $ 8,9 млрд, что отнесло предпринимателя на 9-ю строчку рейтинга Forbes в России и 124-е в мире.
В 2017 году Алекперов снова попадает в сотню Forbes, заняв 74-е место в мире и 6-е в России с капиталом $ 14,5 млрд
В 2018 году в рейтинге Forbes «200 богатейших бизнесменов 2018 года» Вагит Алекперов занял 4-е место с состоянием в $ 16,4 млрд.
Согласно составленному в 2018 году Forbes рейтингу «100 самых влиятельных чиновников, бизнесменов, топ-менеджеров и силовиков», Алекперов занимал десятую позицию.
В 2019 году в рейтинге Forbes Вагит Алекперов занял 3-е место в России с состоянием в $ 20,7 млрд, а в 2020-м — 5-е место с состоянием в $ 15,2 млрд.
В российском рейтинге богатейших бизнесменов России, опубликованном в апреле 2021 года журналом Forbes, Вагит Алекперов занимал четвёртое место с состоянием $ 24,9 млрд.
В 2023 году состояние Алекперова оценивалось Forbes в $ 20,5 млрд (6-е место в России и 80-е в мире).
В апреле 2024 года журнал Forbes впервые поставил Алекперова на первое место в списке богатейших бизнесменов России. В общемировом рейтинге Forbes Алекперов расположился на 59-м месте.
| Показатель         | 1996 | 2009 | 2010 | 2011 | 2012 | 2013 | 2014 | 2015 | 2016 | 2017 | 2018 | 2019 | 2020 | 2021 | 2022 | 2023 | 2024 |
| Состояние ($ млрд) | 1,4  | 7,8  | 10,6 | 13,9 | 13,5 | 14,8 | 13,6 | 12,2 | 8,9  | 14,5 | 16,4 | 20,7 | 15,2 | 24,9 | 10,5 | 20,5 | 28,6 |
| Место (в мире)     |      | 57   | 58   | 50   | 56   | 55   | 76   | 96   | 124  | 74   | 78   | 47   | 65   | 66   | 188  | 91   | 69   |
| Место (в России)   |      | 3    | 6    | 8    | 5    | 5    | 7    | 6    | 9    | 6    | 4    | 3    | 5    | 4    | 10   | 6    | 1    |

## Общественная деятельность

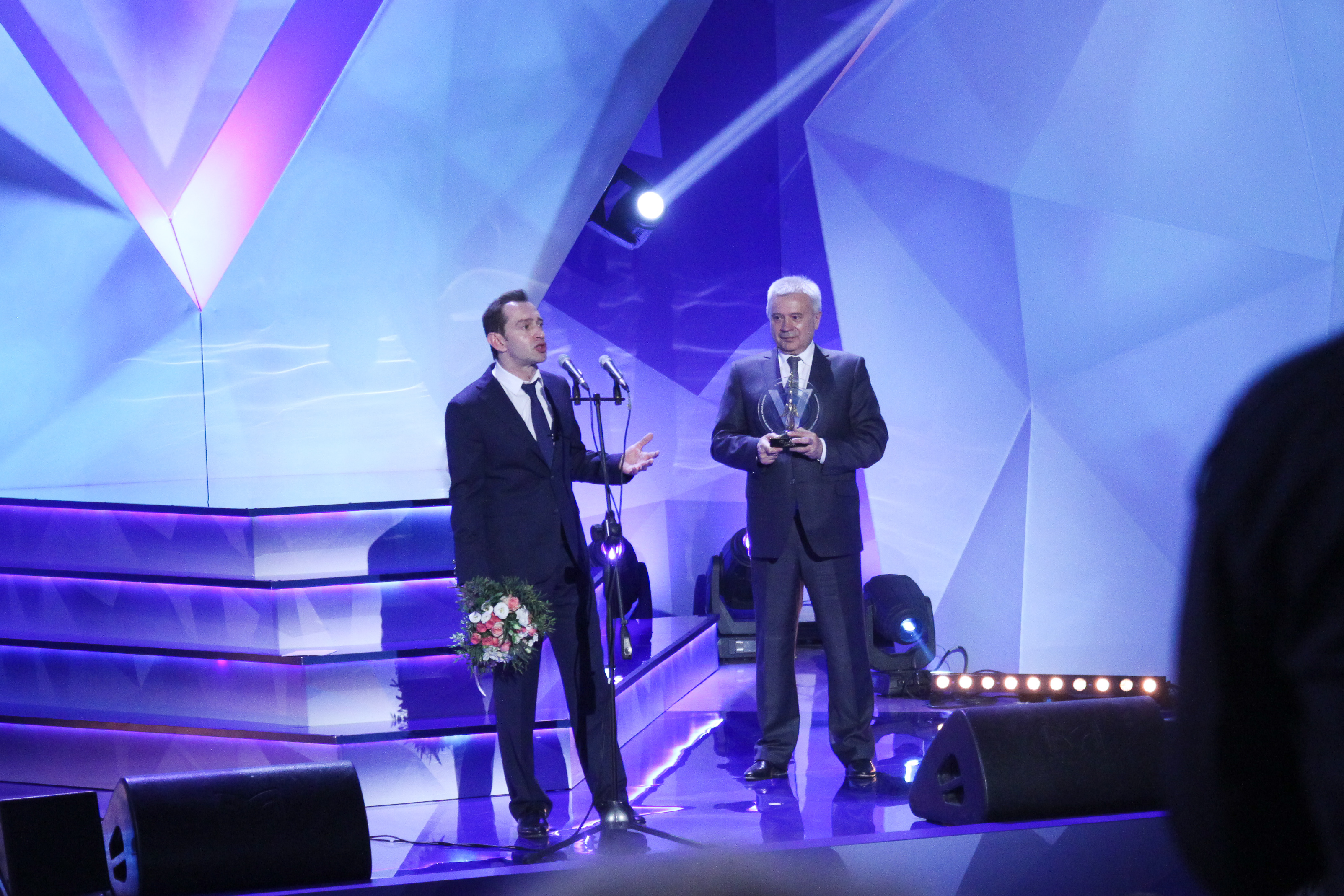
Вагит Алекперов с актёром Константином Хабенским на церемонии награждения премией «Импульс добра» в области социального предпринимательства, 2016 год

В октябре 2000 года Алекперов был включён в состав правления Российского союза промышленников и предпринимателей (РСПП) — общероссийской общественной организации, представляющей интересы деловых кругов. Согласно уставу РСПП, каждые три года бюро его правления обновляется на треть, и в 2003 году Алекперов получил возможности стать членом бюро. В 2006 году президент «Лукойла» вновь был включён в состав правления и бюро правления РСПП. В июне 2006 года он возглавил созданный Комитет РСПП по энергетической безопасности, энергоэффективности и развития отраслей ТЭК.
В мае 2005 года Алекперову была вручена награда имени Вудро Вильсона за заслуги в области развития корпоративного гражданства (она присуждается руководителям в сфере государственного управления и бизнеса, которые стремятся улучшать качество жизни, как в своей стране, так и за её пределами).
В настоящее время Вагит Алекперов ведёт обширную общественную и благотворительную деятельность. Его главное детище в этой области — Фонд региональных социальных программ «Наше будущее» — основан в 2007 году и с тех пор активно продвигает и поддерживает социальное предпринимательство в России. Также Вагит Алекперов с 2010 года входит в совет фонда «Сколково» и является основателем ряда других благотворительных организаций.
В октябре 2015 года в восстановленном особняке Зиновьевых-Юсуповых в Большом Афанасьевском переулке состоялось открытие общедоступного частного музея Международного нумизматического клуба, основанного Вагитом Алекперовым. В музее выставляется личная нумизматическая коллекция Алекперова, а также монеты из других частных коллекций и государственных собраний.
Вагит Алекперов неоднократно публично заявлял и подтверждал, что, согласно составленному завещанию, принадлежащий ему пакет акций «Лукойла» (более 20 % акций компании) будет передан в специально созданный благотворительный фонд.
В 2020 году во время пандемии коронавируса компания Лукойл выделила более 652 миллионов рублей в 22 регионах России и почти 900 тысяч долларов за рубежом, в странах присутствия для борьбы с заболеванием. Кроме того, Вагит Алекперов пожертвовал 50 млн рублей из личных средств больнице в городе Усинск.

## Санкции
В апреле 2022 года после начала вторжения России на Украину был включён в санкционные списки Австралии и Великобритании. В пояснении к включению Вагита Алекперова в санкционный список Великобритании указано, в частности, что он, «находясь на посту директора „Лукойла“, продолжает получать прибыль и/или поддерживать правительство России, работая в качестве директора (исполнительного или неисполнительного), доверительного управляющего или приравненного к нему лица, в компании, осуществляющей свою деятельность в секторах, имеющих стратегическое значение для правительства России».
3 мая 2022 года внесён в санкционный список Канады «близких соратников режима» за «соучастие в выборе президента Путина вторгнуться в мирную и суверенную страну».
19 октября 2022 года внесён в санкционный список Украины так как он «участвовал в грабеже крымских активов украинского государства, ведёт активный незаконный бизнес в аннексированном Крыму, имеет личные связи с Путиным». По аналогичным основаниям находится в санкционном списке Новой Зеландии.
Санкции предусматривают запрет для Вагита Алекперова на въезд в эти страны, замораживание активов в них и ряд других ограничений.

## Научная деятельность
Уже будучи главой «Лукойла», Вагит Алекперов защитил диссертацию на тему «Формирование условий и обеспечение устойчивого развития вертикально интегрированных нефтяных компаний» на примере возглавляемого им предприятия, и в 1998 году получил степень доктора экономических наук. В том же году были опубликованы две его книги.
В 2014 году Алекперов был удостоен звания «Почётный профессор Волгоградского государственного университета».
Также Вагит Алекперов является действительным членом Российской академии естественных наук.
Автор книг:
- Вертикально интегрированные нефтяные компании России. Методология формирования и реализация. М., 1996;
- Стратегические направления системной реорганизации управления нефтяными компаниями (на примере ОАО «ЛУКОЙЛ»). М., 1998;
- Нефть России: прошлое, настоящее и будущее. М., 2011.

## Награды

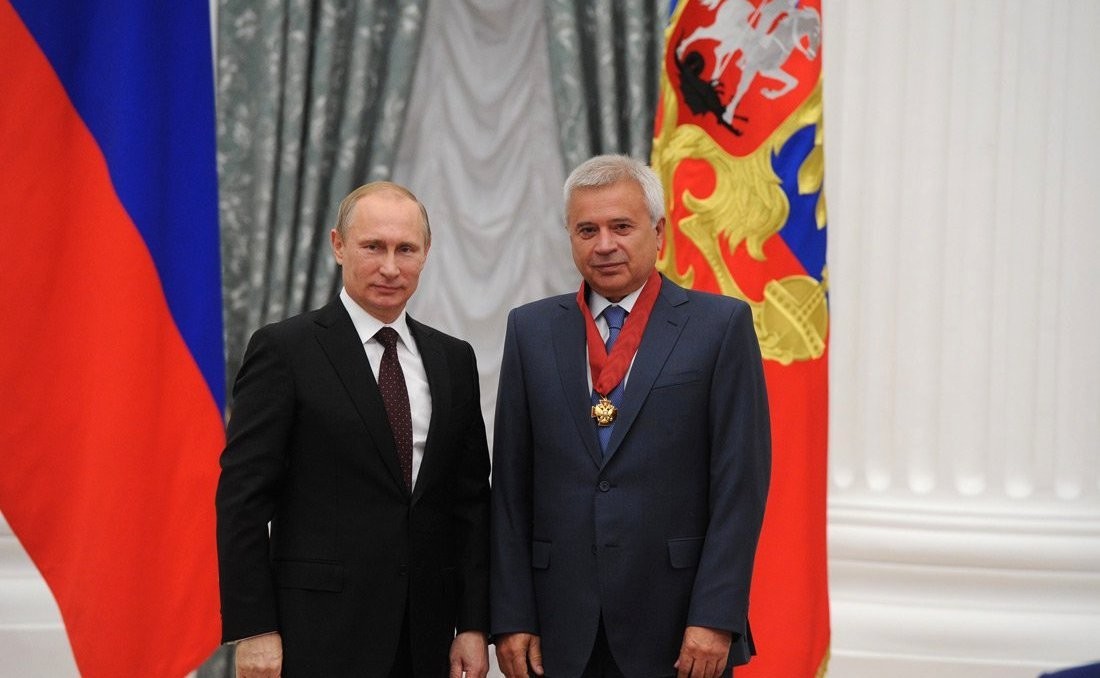
Награждение Орденом «За заслуги перед Отечеством» II степени. 31 июля 2014 года

- Орден «За заслуги перед Отечеством» I степени (4 мая 2022) — за заслуги перед государством, большой вклад в развитие топливно-энергетического комплекса и многолетнюю добросовестную работу[70]
- Орден «За заслуги перед Отечеством» II степени (2014) — за большой вклад в социально-экономическое развитие России[71].
- Орден «За заслуги перед Отечеством» III степени (10 июня 2010) — за большой вклад в развитие нефтегазового комплекса и многолетний добросовестный труд[72].
- Орден «За заслуги перед Отечеством» IV степени (1 сентября 2005) — за большой вклад в развитие топливно-энергетического комплекса[73].
- Орден Александра Невского (2021)[74]
- Орден Дружбы (1 сентября 1995) — за заслуги перед государством и большой вклад в развитие топливно-энергетического комплекса[75].
- Орден «Знак Почёта» (1986)[11].
- Медаль «За освоение недр и развитие нефтегазового комплекса Западной Сибири»[11].
- Орден «За заслуги перед Астраханской областью» (Астраханская область, 1 декабря 2013)[76].
- Медаль «За заслуги перед Ставропольским краем» (Ставропольский край).
- Орден Дружбы народов (Беларусь, 1 сентября 2010) — за значительный вклад в развитие белорусско-российского торгово-экономического сотрудничества и содействие интеграционным процессам[77].
- Орден «Трудовая слава» (Молдова, 5 июня 2002) — за особые заслуги в развитии отношений дружбы и сотрудничества между русским и молдавским народами и значительный вклад в реставрацию памятников истории и культуры Республики Молдова[78].
- Орден «Честь» (Азербайджан, 30 августа 2010) — за заслуги в развитии взаимных связей между Азербайджанской Республикой и Российской Федерацией[79].
- Орден «Слава» (Азербайджан, 29 августа 2000) — за большие заслуги в развитии экономических связей между Азербайджаном и Россией[11][12][80].
- Орден «Дружба» (Азербайджан, 31 августа 2020) — за особые заслуги в развитии взаимосвязей между Азербайджанской Республикой и Российской Федерацией[81].
- Орден «Достык» I степени (Казахстан, 6 сентября 2019)[82]
- Орден «Достык» II степени (Казахстан, 2010)[83].
- Орден «Дружба» (Узбекистан, 29 августа 2018) — за большой вклад в развитие нефтегазового комплекса и повышение эффективности использования углеводородных ресурсов Узбекистана, внедрение в отрасль передовых, инновационных технологий по добыче и глубокой переработке сырья, повышение экспортного потенциала нашей страны, реализацию крупных стратегических проектов и содействие в подготовке высококвалифицированных кадров для республики[84]
- Командор ордена «За заслуги перед Итальянской Республикой» (Италия, 5 декабря 2008)[85][86].
- Командор ордена Короны (Бельгия, 2011)[87].
- Орден «Мадарский всадник» І степени (Болгария, 27 марта 2006) —  за особо большой вклад в развитие двусторонних отношений между Республикой Болгария и Российской Федерацией и по случаю 15-летия со дня создания ОАО «Лукойл» — ОАД[12][88].
- Золотой знак отличия «За заслуги перед Веной»[нем.] (Австрия, 2010)[89].
- Благодарность Президента Российской Федерации (24 октября 2017) — за заслуги в развитии предпринимательства, активную общественную деятельность и многолетнюю добросовестную работу[90].
- Благодарность Президента Российской Федерации (30 мая 2012) — за достигнутые трудовые успехи и многолетнюю добросовестную работу[91].
- Почётная грамота правительства Российской Федерации (1 сентября 2010) — за заслуги в развитии отечественного нефтегазового комплекса[92].
- Дважды лауреат премии Правительства Российской Федерации (1997, 2006)[11].
- Нагрудный знак РФ «За вклад в российскую культуру» (2019, Министерство культуры Российской Федерации)[93].
- Орден преподобного Сергия Радонежского I, II и III степеней (РПЦ)[94].
- Орден святого благоверного князя Даниила Московского II и III степеней (РПЦ)[94].
- Лауреат национальной премии бизнес-репутации «Дарин» Российской Академии бизнеса и предпринимательства в 2001 г.
- Звание «Почётный профессор Волгоградского государственного университета» в 2014 году[95].
- Премия «Филантроп года» (2021) от Forbes Russia за поддержку социального предпринимательства[96][97].
- Почётный гражданин Волгоградской области (18 октября 2018) — за значительный вклад в социально-экономическое развитие Вологодской области

## Личная жизнь
Вагит Алекперов женат, супруга — Лариса Викторовна Алекперова. В 1990 году у него родился сын Юсуф, окончивший в 2012 году РГУ нефти и газа им. Губкина по специальности «разработка и эксплуатация нефтяных месторождений». После пяти лет работы в ЛУКОЙЛе и отказа отца передать ему управление из-за неопытности основал компанию «ВэллТех», которая занимается ремонтом скважин ЛУКОЙЛа.
В свободное время предпочитает общаться с друзьями, путешествовать, играть в теннис; отдыхать предпочитает в Крыму. Является болельщиком футбольного клуба «Спартак».
Хобби Вагита Алекперова — нумизматика. Существование коллекции было подтверждено в октябре 2015 года, точный состав её неизвестен, но, по некоторым данным, она входит в тройку крупнейших частных собраний в России. По данным Forbes, в частном Музее нумизматики Алекперова выставлены более 700 монет, что составляет около четверти от всей коллекции. В основном её составляют золотые монеты, от античности до современной России, некоторое количество серебряных монет, а также несколько платиновых монет Российской империи.